# Richmond (Schiff, 2023)

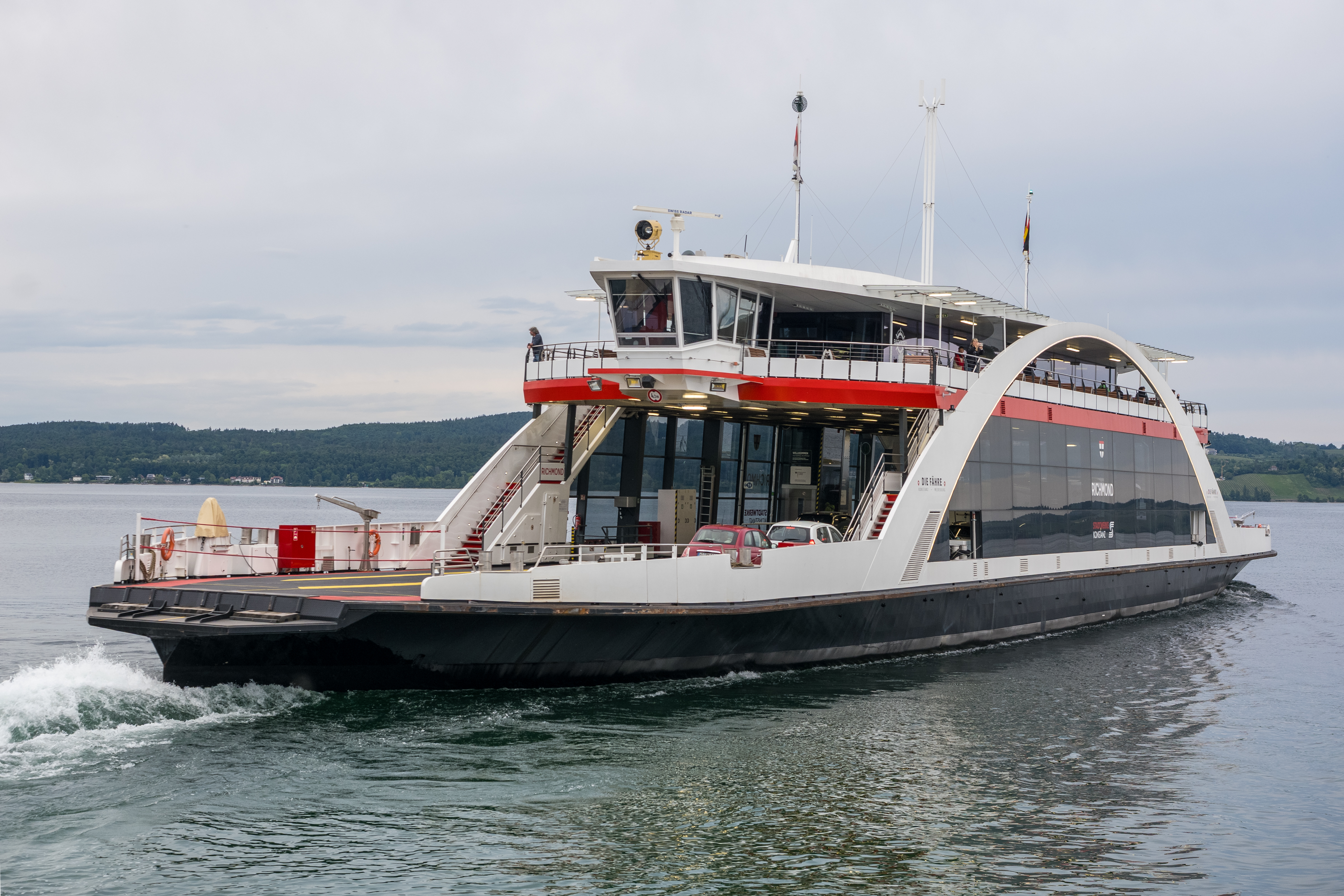
MF "Richmond" verlässt Konstanz-Staad

Bei der Richmond handelt es sich um eine Doppelendfähre der Autofähre Konstanz–Meersburg, deren Rohbau bei der Hamburger Werft Pella Sietas gefertigt wurde. Sie wird von schnelllaufenden reinen Gasmotoren mit LNG (Liquified Natural Gas, Flüssigerdgas) angetrieben.

## Geschichte
In einem EU-weiten Vergabeverfahren wurde die LNG-Fähre für einen Betrieb zum Transport von mehr als 60 Pkw und 700 Passagieren ausgeschrieben. Auftraggeber sind die Stadtwerke Konstanz; als Klassifikationsgesellschaft zur technischen Abnahme wurde das Bureau Veritas gewählt. Die Inbetriebnahme der Fähre sollte ursprünglich 2020 erfolgen, verzögerte sich aber aufgrund der Insolvenz der Werft und Lieferschwierigkeiten im Zug der weltweiten Corona-Pandemie seit 2020 sowie eines Rechtsstreits über Nachforderungen mit der Werft. Die Taufe des Schiffes auf den Namen der Konstanzer Partnerstadt Richmond (upon Thames) (heute ein Stadtbezirk von London) fand im Rahmen eines Fests am 17. Juni 2023 statt, im Oktober erfolgte die Inbetriebnahme.

## Das Schiff
Bei einer Länge von 82,5 und einer Breite von 13 Metern sowie einem Gewicht von ca. 840 Tonnen weist das neue Schiff eine Tragfähigkeit von 400 Tonnen auf. Äußerlich und mit der gleichen Kapazität entspricht es dabei weitgehend der 2010 in den Dienst der Bodensee-Fährflotte gestellten Lodi. Im Gegensatz zur Lodi wird die Richmond allerdings mit LNG anstelle von Dieseltreibstoff  betrieben. Mit mittlerweile (Frühjahr 2022) fast 25 Mio. Euro geschätzten Baukosten wird das LNG-Schiff das größte und das teuerste Fährschiff auf dem Bodensee sein.
Zum Antrieb werden zwei 8-Zylinder-Gasmotoren der Baureihe 4000 der Fa. MTU Friedrichshafen eingebaut, die jeweils 746 Kilowatt leisten. Die MTU-Maschinen übertragen ihre Leistung auf zwei Voith-Schneider-Propeller. Die beiden LNG-Tanks befinden sich in separaten hermetisch abgetrennten Räumen, die nur durch eine gasdichte Druckschleuse zugänglich sind. Alle Gasleitungen sind doppelwandig und mit integrierten Gasschnüfflern ausgeführt. Sollten Leckagen auftreten, strömt das Gas über einen hohen Ventilationsmast nach außen.
Mit einem um etwa 80 Prozent reduzierten Stickoxid-Ausstoß, einer gegen Null gefahrenen Feinstaub-Emission sowie einen um ca. 15 Prozent geringeren CO2-Ausstoß hat  die Richmond die 1970 in Dienst gestellte Fontainebleau am 4. Oktober 2023 ersetzt. Der Motor kann auch mit „Bio-LNG“ betrieben werden – beim Einsatz von aus erneuerbaren Energien hergestelltem LNG soll das Fährschiff „klimaneutral“ betrieben werden können. Allerdings konnte der Betreiber auch sechs Monate nach Inbetriebnahme noch keinen regionalen Erzeuger für das benötigte Gas finden, so dass das LNG nach wie vor aus dem arabischen Raum über Rotterdam angeliefert und dann mit Lastkraftwagen nach Konstanz geliefert wird.

## Entwicklung
Die Pella Sietas-Werft sollte die Fähre ursprünglich  schlüsselfertig liefern: Das Schiff wurde in 17 Sektionen aus 560 Tonnen Stahl in Abmessungen von 13,5 Meter mal 4,5 Meter in Hamburg vorgefertigt, die jeweils ca. 35 Tonnen schweren Sektionen ab Ende Oktober 2019 per LKW-Schwertransport von Hamburg über Leipzig an den Bodensee transportiert. Im österreichischen Fußach am Bodensee erfolgte die Rumpfmontage und der Innenausbau. Ende Juni 2020 wurde das Schiff zu Wasser gelassen und dann zum abschließenden Endausbau in den künftigen Heimathafen geschleppt, den Fährhafen in Staad (Konstanz). Während des Rechtsstreits über Nachforderungen der Pella Sietas-Werft stand der Ausbau still. Mitte September 2021 meldete die Hamburger Werft Insolvenz an. Nach vergeblicher Suche nach neuen Werften über den Winter 2021/2022 entschlossen sich die Stadtwerke Konstanz, den Rohbau in eigener Verantwortung fahrtüchtig zu machen und die fehlende Schiffsausrüstung und Anlagentechnik zu installieren. Als Partner hierfür konnte die Hamburger Firma Technolog gewonnen werden.

## Kosten
Ursprünglich wurden die Baukosten mit 17,7 Mio. Euro geschätzt. Nach der Überführung des Schiff-Rohbaus nach Konstanz erhob die Hamburger Werft allerdings Nachzahlungs-Forderungen in Millionenhöhe. Über diese kam es zu einem Rechtsstreit, den die Stadtwerke Konstanz mit einer Zahlung von 2,5 Mio. Euro beilegten. Für den Endausbau in eigener Regie werden nun nochmals Kosten von über vier Mio. Euro veranschlagt. Etwaige Verteuerungen und Lieferschwierigkeiten von Roh- und Betriebsstoffen sowie weiterer Materialien infolge Russlands Überfalls auf die Ukraine Ende Februar 2022 konnten hier noch nicht berücksichtigt werden.
Die Baukosten lagen schlussendlich bei 27,6 Mio. Euro.